# Raffaele Fabretti

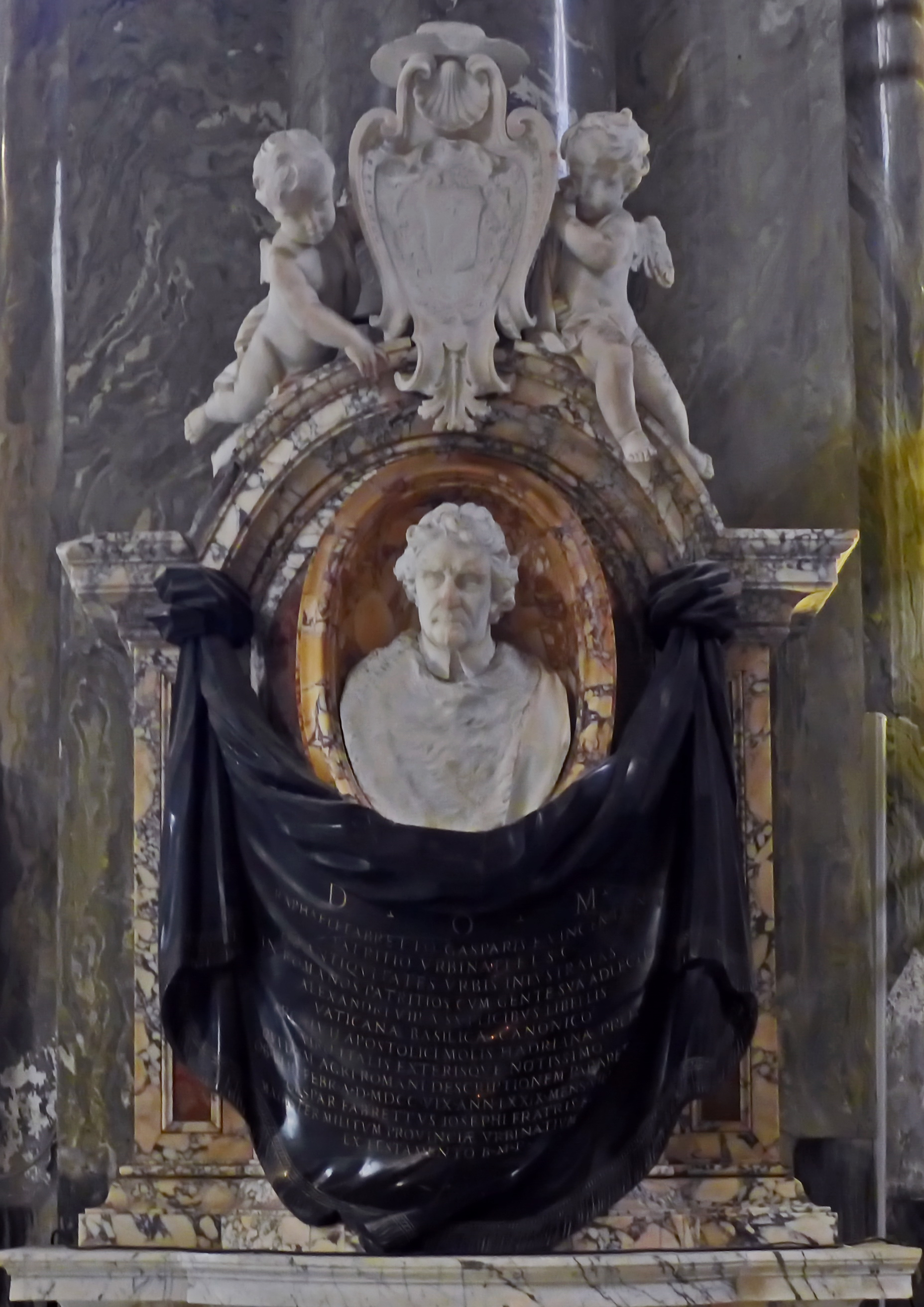
Grabdenkmal in Santa Maria sopra Minerva.

Raffaele (Raffaello, Raphael) Fabretti Urbinate, genannt Iasito Nafilio (Jasitheus) (* 3. Juli 1620 in Urbino; † 7. Januar 1700 in Rom) war ein italienischer Historiker, Antiquar und Archäologe. Er gilt als einer der bedeutendsten Epigraphiker des 17. Jahrhunderts und als einer der Väter der Christlichen Archäologie.
Raffaele Fabretti studierte zunächst Jura in Cagli und Urbino und wurde am 10. Mai 1639 in Cagli promoviert. Anschließend war er im Rechtswesen der Stadt Rom tätig. Hier entwickelte er durch Kontakte zu Personen wie Giovanni Giustino Ciampini und dessen unter dem Patronat von Christina von Schweden stehender Wissenschaftlicher Akademie sowie später zur Accademia dell’Arcadia sein Interesse für epigraphische und archäologische Themen. Fabretti erregte die Aufmerksamkeit von Kardinal Lorenzo Imperiali, wodurch er zum Schatzmeister der spanischen Nuntiatur wurde und 30 Jahre lang blieb. In dieser Eigenschaft war er oft auf Reisen und machte auch archäologische Entdeckungen außerhalb Italiens, in Spanien und Frankreich. In Rom wurde er zum Richter am Appellationsgericht, bis er für drei Jahre als Rechnungsprüfer nach Urbino zurückkehrte. Auf Einladung von Kardinal Gaspare Carpegna kehrte er dann nach Rom zurück, um sich ganz seinen Forschungen zu widmen. Nach 1763 wurde er verantwortlich für Reliquiengrabungen sowie die Friedhöfe der Stadt Rom und wurde damit einer der Gründerväter der Christlichen Archäologie. Er fungierte als Berater mehrerer Päpste. 1691 wurde er von Alexander VIII. zum Kurator (Präfekt) der Päpstlichen Geheimarchive in der Engelsburg und verblieb in dieser Position bis zu seinem Tod. Alexander VIII. ernannte ihn zudem zum Kanoniker von St. Peter. 1665 erwarb er ein Haus in Urbino, in dem er seine Antikensammlung zusammentrug. Diese erwarb nach seinem Tod Kardinal Giovanni Francesco Stoppani.
In Rom und seiner Umgebung hatte Fabretti zwei Hauptforschungsbereiche. Zum einen waren dies die Römischen Aquädukte, zu denen er Bilder, Schriftquellen und Inschriften publizierte. Zum anderen befasste er sich mit der Trajanssäule. 1690 sammelte er auch in seiner Heimatstadt Urbino Inschriften und archäologische Artefakte, die er publizierte und die den Grundstein für das örtliche, 1756 eröffnete Lapidarium bildeten. Noch heute bilden Fabrettis Funde den Kern der Ausstellung im Palazzo Ducale. In seine Inschriftensammlungen nahm Fabretti sowohl pagane wie christliche Inschriften auf, vernachlässigte aber aus Sicht von zeitgenössischen und späteren Wissenschaftlern wie Giovanni Battista de Rossi oder Sabrina Pietrobono andere Materialgruppen. Seine Editionen gelten als bedeutendstes epigraphisches Werk des 17. Jahrhunderts nach dem von Jan Gruter. Die von ihm in den römischen Katakomben gewonnenen Daten waren das Jahrhundert hindurch Arbeitsgrundlage vieler Forscher auf diesem Gebiet. Die Auslegung mehrerer Stellen bei Titus Livius brachte ihn in Konflikt mit Johann Friedrich Gronovius, der sich zu einem polemischen Streit entwickelte, in dessen Verlauf Gronovius Fabretti als Faber Rusticus (plumper, bäuerischer Handwerker) und Fabretti Gronovius als titivilitia in Anlehnung an den Dämon Titivillus titulierte. Seinen im Streit benutzten Namen Iasitheus nutzte Fabretti später auch als Mitgliedsnamen in der Accademia dell’Arcadia. In Auseinandersetzung mit Athanasius Kircher begann er an einer Monografie zum antiken Latium zu arbeiten, konnte das Werk aber nicht fertigstellen. Es wurde als Fragment postum im Jahr 1741 publiziert.
Fabretti wurde in der Cappella Naro der Kirche Santa Maria sopra Minerva in Rom bestattet. Sein Grabdenkmal aus polychromem Marmor wurde von Camillo Rusconi gestaltet.

## Schriften

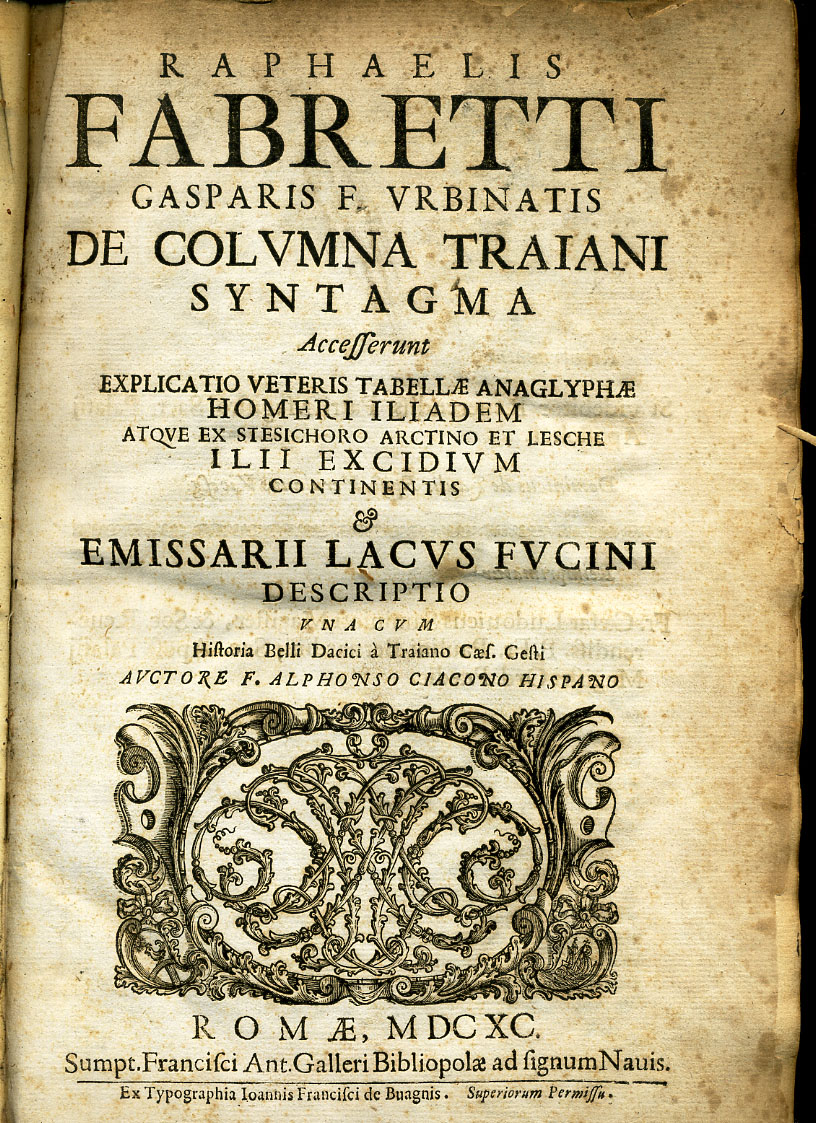
Titelblatt aus Columna Traiani Syntagma aus dem Jahr 1690.

- De Aquis et Aqueductis Veteris Romae. 1680 (Digitalisat).
- De columna Traiani syntagma. 1683 (Digitalisat).
- Inscriptionum antiquarum explicatio. Rom 1702 (Digitalisat).